# Islandia na Letnich Igrzyskach Olimpijskich 1912
Letnie Igrzyska Olimpijskie 1912 były drugimi w historii Islandii igrzyskami olimpijskimi. Islandię, jako autonomię duńską, reprezentowało dwóch zawodników: Jón Halldórsson i Sigurjón Pétursson. Żaden z nich nie zdobył medalu.

## Występy Islandczyków
Lekka atletyka
- Jón Halldórsson – 100 m, odpadł w eliminacjach

Zapasy
- Sigurjón Pétursson – zapasy, zajął 4. miejsce